# Tarancón
Tarancón è un comune spagnolo di 14 922 abitanti situato nella comunità autonoma di Castiglia-La Mancia.